# Melinska
Melinska (Melinská, Meliška) je bývalá usedlost v Praze 6, která se nachází v Šáreckém údolí na západním konci ulice Ke Kulišce. Původně patřila do katastru obce Nebušice, kde měla čp. 44. Je po ní pojmenována ulice „Pod Meliškou“.

## Historie
Viniční usedlost byla postavena na počátku 19. století severovýchodně od Dubského mlýna poblíž rybníka. Na západě sousedila s Preiskou a na východě se Zalužankou. Existovala ještě roku 1938.